# Адлерберг, Екатерина Николаевна
Графиня Екатерина Николаевна Адлерберг (урождённая Полтавцева; 21 августа 1821, село Салтыково, Тамбовская губерния — 3 июня 1910, Царское Село) — фрейлина; жена министра императорского двора и уделов графа А. В. Адлерберга; кавалерственная дама ордена Святой Екатерины (1866) и ордена Красного креста 1-степени; статс-дама двора (1872).

## Биография
Дочь тамбовского и симбирского помещика гвардии прапорщика Николая Петровича Полтавцева (1769—1849) от брака с Дарьей Алексеевной Пашковой (1798—1842), последней владелицей московского дворца из рода Пашковых. По отцу была потомком Игнатия Полтавцева, придворного певчего и камер-фурьера, получившего дворянство при императрице Елизавете Петровне; по матери — богачей А. И. Пашкова и И. С Мясникова.
У Полтавцевых было шесть дочерей, старшая из них, Наталья (1815—1896), отличалась оригинальным образом жизни и замужем не была; Елизавета (1816—1866), была замужем за генерал-адъютантом графом Н. Т. Барановым, третья — Зинаида (1819—20.01.1854), умерла от чахотки незамужней в Риме. Младшие три дочери воспитывались в Смольном институте. В 1842 году институт покинула средняя из сестер, Ольга (1823—1880), и вскоре стала женой Д. И. Скобелева, а в 1845 году младшая — Анна (1825—1904), получившая при выпуске шифр и вышедшая замуж 6 апреля 1858 года за церемониймейстера Андрея Дмитриевича Жеребцова.
Все дети Полтавцевых родились и выросли в отцовском имение в селе Салтыково Тамбовской губернии, с 1830 года они жили в имение Большое Гагарино. В конце 1833 года Дарья Алексеевна Полтавцева с детьми переехала в Москву, где её, по словам князя П. В. Долгорукова, «очень холодно приняли в обществе и обходились с нею весьма свысока». В 1836 году она переехала с семьей в Петербург, где определила трёх младших дочерей в Смольный институт.
Екатерина Николаевна окончила Смольный институт в 1839 году и 15 марта того же года была принята фрейлиной ко двору великой княжны Марии Николаевны. Графиня Елизавета Баранова, женщина весьма ловкая, сумела устроить для сестры своей весьма выгодную партию. Она сосватала Екатерину Николаевну за двоюродного брата своего мужа — графа Александра Владимировича Адлерберга (1818—1888), ближайшего друга цесаревича Александра. Венчание их было 17 июля 1842 года в Петропавловской церкви в Петергофе. Семейная жизнь супругов протекала вполне безоблачно.

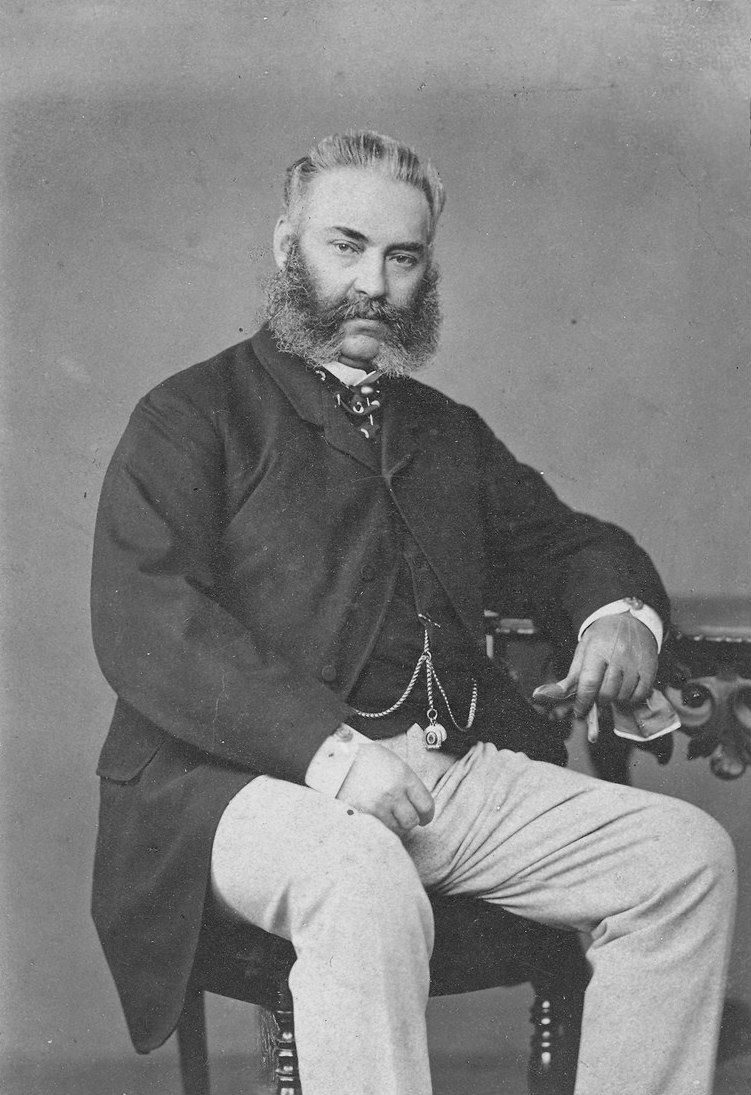
Граф А. В. Адлерберг

Дом графини «Катишь» (как звали графиню Адлерберг все окружающие) был одним их самых модных и известных в Петербурге, попасть в него считалось большой честью. Будучи большой любительницей музыки, по вторникам в зимний сезон она устраивала у себя музыкальные вечера и приемы, где можно было услышать всех известных певцов и музыкантов, гостивших в столице. Сама графиня прекрасно исполняла романсы и цыганские песни и, по словам А. Ф. Тютчевой, «она становилась другим человеком, когда пела, все её существо преображалось; из вульгарной и жеманной она становилась грациозной и одухотворенной». В графиню Адлерберг беззаветно был влюблён двоюродный брат её мужа холостой граф Эдуард Баранов. «Эта любовь, — писал граф С. Ю. Витте, — была совершенно платоническая, он всю свою жизнь посвятил этой даме, каждый день он бывал у них и перед нею преклонялся».
Будучи членом самого интимного кружка Александра II, 16 апреля 1866 года, в день 25-летия бракосочетания Их Императорских Величеств, графиня Адлерберг была пожалована в кавалерственные дамы ордена Св. Екатерины (малого креста), а 22 июля того же года её дочь, графиня Мария, пожалована фрейлиной. В 1872 году Екатерина Николаевна получила звание статс-дамы.
Супруги Адлерберги жили широко и, по словам В. А. Инсарского, никогда не выходили из запутанных дел, отсюда происходило сомнение в чистоте их действий. Александр II неоднократно оплачивал крупные долги своего друга. При Александре III в августе 1881 года граф Адлерберг был отправлен в отставку, при этом император предпочёл оплатить его колоссальный долг в сумме более 1 200 000 рублей. Утратив свои позиции при дворе, графиня Екатерина Николаевна открыто высказывала своё недовольство и позволяла себе делать замечания о неблагодарности государя. Она попыталась собрать вокруг себя оппозицию к новому царствованию, но это ей не удалось. Когда её племянник генерал М. Д. Скобелев был отозван в Петербург после своей парижской речи, графиня Адлерберг, чтобы встретить его, демонстративно приехала на вокзал с огромным букетом цветов, чем еще более настроила против себя общество. 

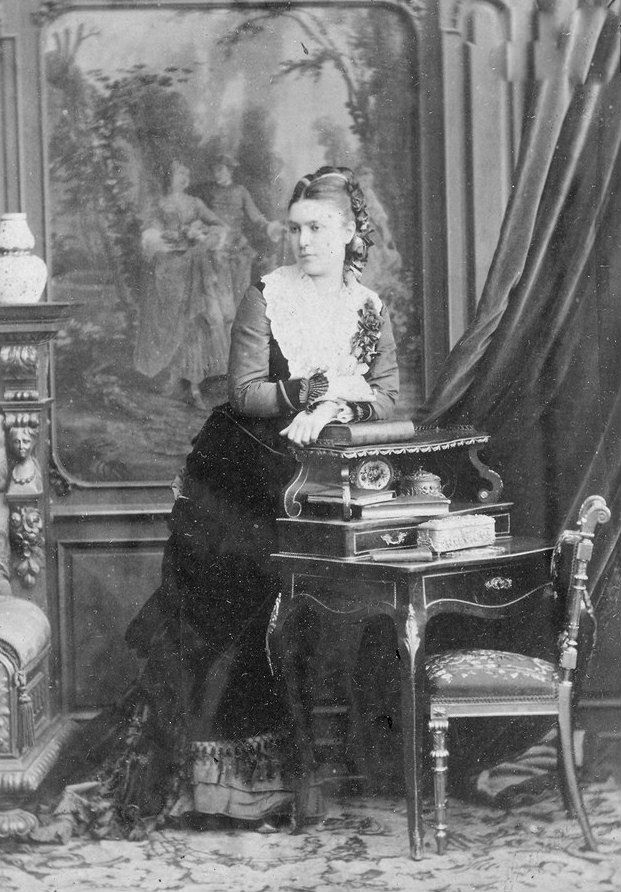
Княгиня Мария Дадиани

После смерти мужа в 1888 году графиня Адлерберг желала сохранить за собой пожизненное владение казенным домом министра Императорского двора и все то содержание, которое имел её муж (76 000 руб. в год), но император Александр III ей отказал, так как она имела собственные средства. По утверждению одного из друзей Александра III, графиня Адлерберг «хранила в кассе Министерства Двора 450 тыс. рублей и составила себе состояние на разного рода темных аферах». Покинув двор, Екатерина Николаевна поселилась в Царском Селе, где и умерла от воспаления легких в ночь на 3 июня 1910 году. Похоронена рядом с мужем в Сергиевой Приморской пустыни.

## Дети
- Александр (1843—1849)
- Николай (1844—1904), генерал-майор, директор департамента общих дел Министерства гос. имущества.
- Владимир (1846—19?), камергер, служил в Министерстве имп. двора, его брак с курдкой был не признан в России.
- Мария (1849—1892), фрейлина, с 1874 года замужем за князем Н. Д. Дадиани (1847—1903).
- Александра (1852—1855)